# Leptocera schlingeri
Leptocera schlingeri är en tvåvingeart som beskrevs av Richards 1963. Leptocera schlingeri ingår i släktet Leptocera och familjen hoppflugor. Inga underarter finns listade i Catalogue of Life.